# Вік Гонсалвес
Віктор Алберт (Вік) Гонсалвес (нід. Victor Albert "Vic" Gonsalves); 20 жовтня 1887, Чиребон — 28 серпня 1922, Амстердам) — нідерландський футболіст, який грав на позиції півзахисника. Найбільш відомий як гравець клубу ГБС, у складі якого виступав протягом шести років.

## Футбольна кар'єра
Починав кар'єру в клубі «Квік» з Гааги, а в 1905 перейшов у ГБС. У складі збірної Нідерландів зіграв три товариські матчі. Був членом олімпійської команди на Олімпійських іграх 1908, але на турнірі не зіграв і не отримав бронзову медаль .

## Особисте життя
Віктор Алберт народився у жовтні 1887 року в місті Чиребон на території Голландської Ост-Індії. Батько — Алберт Дьодонне Гонсалвес, був родом з Чиребона, мати — Гертрюде Вілхелміна Якоба Брейн, народилася в Беннекомі. Крім нього, у сім'ї був ще старший син на ім'я Максиміліан Егберт, який народився 1885 року. Їхній дідусь по лінії батька був родом з індійського міста Бомбей.
Гонсалвес помер 28 серпня 1922 року у віці 34 років в Амстердамі. В останні роки життя у нього були серйозні проблеми зі здоров'ям, протягом трьох років він проживав у Давосі, але потім повернувся до Нідерландів.

## Статистика

### Статистика виступів за збірну
| Дата      | Місто     | Господарі  | Результат | Гості      | Турнір           | Голи | Примітки                 |
| --------- | --------- | ---------- | --------- | ---------- | ---------------- | ---- | ------------------------ |
| 21-3-1909 | Антверпен | Бельгія    | 1 – 4     | Нідерланди | товариський матч | -    |                          |
| 12-4-1909 | Амстердам | Нідерланди | 0 – 4     | Англія     | товариський матч | -    | Аматорська збірна Англії |
| 13-3-1910 | Антверпен | Бельгія    | 3 – 2     | Нідерланди | товариський матч | -    |                          |
| Усього    |           | Матчів     | 3         |            | Голів            | 0    |                          |